# 日本国憲法第80条
日本国憲法 第80条（にほんこく（にっぽんこく）けんぽう だい80じょう）は、日本国憲法の第6章にある条文であり、下級裁判所の裁判官について規定している。

## 沿革

### 大日本帝国憲法
東京法律研究会 p.7/12

第十條
天皇ハ行政各部ノ官制及文武官ノ俸給ヲ定メ及文武官ヲ任免ス但シ此ノ憲法又ハ他ノ法律ニ特例ヲ掲ケタルモノハ各々其ノ條項ニ依ル
第五十八條　裁判官ハ法律ニ定メタル資格ヲ具フル者ヲ以テ之ニ任ス
裁判官ハ刑法ノ宣告又ハ懲戒ノ處分ニ由ルノ外其ノ職ヲ免セラルヽコトナシ
懲戒ノ條規ハ法律ヲ以テ之ヲ定ム

### 憲法改正要綱
なし

### GHQ草案
「GHQ草案」、国立国会図書館「日本国憲法の誕生」。

#### 日本語
第七十二条下級裁判所ノ判事ハ各欠員ニ付最高法院ノ指名スル少クトモ二人以上ノ候補者ノ氏名ヲ包含スル表ノ中ヨリ内閣之ヲ任命スヘシ右判事ハ凡ヘテ十年ノ任期ヲ有スヘク再任ノ特権ヲ有シ定期ニ適当ノ報酬ヲ受クヘシ報酬ハ任期中減額セラルルコト無カルヘシ判事ハ満七十歳ニ達シタルトキハ退職スヘシ

#### 英語
Article LXXII.The judges of the inferior courts shall be appointed by the Cabinet from a list which for each vacancy shall contain the names of at least two persons nominated by the Supreme Court. All such justices shall hold office for a term of ten years with privilege of reappointment and shall receive, at regular, stated intervals, adequate compensation which shall not be decreased during their terms of office. No judge shall hold office after attaining the age of 70 years.

### 憲法改正草案要綱
「憲法改正草案要綱」、国立国会図書館「日本国憲法の誕生」。

第七十六下級裁判所ノ裁判官ハ最高裁判所ノ指名シタル者ノ名簿ニ就キ内閣ニ於テ之ヲ任命シ此等ノ裁判官ハ十年ヲ以テ任期トシ再任ヲ妨ゲザルコト裁判官ハ凡テ定期ニ適当ノ報償ヲ受クルモノトスルコト此ノ報償ハ在任中之ヲ減額スルコトヲ得ザルコト裁判官ハ満七十歳ニ達シタル後ハ在任スルコトヲ得ザルコト

### 憲法改正草案
「憲法改正草案」、国立国会図書館「日本国憲法の誕生」。

第七十六条
下級裁判所の裁判官は、最高裁判所の指名した者の名簿によつて、内閣でこれを任命する。その裁判官は、任期を十年とし、再任されることができる。但し、法律の定める年齢に達した時には退官する。
下級裁判所の裁判官は、すべて定期に相当額の報酬を受ける。この報酬は、在任中、これを減額することができない。

## 解説

### 法律の定める年齢
裁判所法第50条 （定年）
最高裁判所の裁判官は、年齢七十年、高等裁判所、地方裁判所又は家庭裁判所の裁判官は、年齢六十五年、簡易裁判所の裁判官は、年齢七十年に達した時に退官する